# Giry (Nièvre)
Giry és un municipi francès, situat al departament del Nièvre i a la regió de Borgonya - Franc Comtat. L'any 2007 tenia 216 habitants.

## Demografia

### Població
El 2007 la població de fet de Giry era de 216 persones. Hi havia 100 famílies, de les quals 44 eren unipersonals (20 homes vivint sols i 24 dones vivint soles), 36 parelles sense fills i 20 parelles amb fills.
La població ha evolucionat segons el següent gràfic:
Habitants censats

### Habitatges
El 2007 hi havia 194 habitatges, 108 eren l'habitatge principal de la família, 80 eren segones residències i 6 estaven desocupats. Tots els 192 habitatges eren cases. Dels 108 habitatges principals, 88 estaven ocupats pels seus propietaris, 12 estaven llogats i ocupats pels llogaters i 8 estaven cedits a títol gratuït; 2 tenien una cambra, 12 en tenien dues, 27 en tenien tres, 17 en tenien quatre i 49 en tenien cinc o més. 92 habitatges disposaven pel capbaix d'una plaça de pàrquing. A 60 habitatges hi havia un automòbil i a 34 n'hi havia dos o més.

### Piràmide de població
La piràmide de població per edats i sexe el 2009 era:
| Homes | Edats   | Dones |
| ----- | ------- | ----- |
| 0     | 95 o +  | 0     |
| 0     | 90 a 94 | 0     |
| 0     | 85 a 89 | 0     |
| 0     | 80 a 84 | 0     |
| 4     | 75 a 79 | 0     |
| 8     | 70 a 74 | 8     |
| 8     | 65 a 69 | 4     |
| 4     | 60 a 64 | 8     |
| 4     | 55 a 59 | 12    |
| 16    | 50 a 54 | 16    |
| 36    | 45 a 49 | 28    |
| 8     | 40 a 44 | 24    |
| 16    | 35 a 39 | 4     |
| 16    | 30 a 34 | 36    |
| 28    | 25 a 29 | 8     |
| 24    | 20 a 24 | 24    |
| 28    | 15 a 19 | 29    |
| 16    | 10 a 14 | 20    |
| 16    | 5 a 9   | 24    |
| 16    | 0 a 4   | 16    |

## Economia
El 2007 la població en edat de treballar era de 116 persones, 76 eren actives i 40 eren inactives. De les 76 persones actives 67 estaven ocupades (37 homes i 30 dones) i 9 estaven aturades (3 homes i 6 dones). De les 40 persones inactives 15 estaven jubilades, 3 estaven estudiant i 22 estaven classificades com a «altres inactius».

### Ingressos
El 2009 a Giry hi havia 104 unitats fiscals que integraven 217 persones, la mediana anual d'ingressos fiscals per persona era de 15.991 €.

### Activitats econòmiques
Dels 8 establiments que hi havia el 2007, 4 eren d'empreses de construcció, 1 d'una empresa de transport, 2 d'empreses de serveis i 1 d'una empresa classificada com a «altres activitats de serveis».
Dels 4 establiments de servei als particulars que hi havia el 2009, 3 eren paletes i 1 lampisteria.
L'any 2000 a Giry hi havia 8 explotacions agrícoles.

## Poblacions més properes
El següent diagrama mostra les poblacions més properes.